# Santa María Maquixco
Santa María Maquixco är en ort i kommunen Temascalapa i delstaten Mexiko i Mexiko. Samhället hade 923 invånare vid folkräkningen 2020. Antalet invånare på orten har vuxit med över 20 procent de senaste 20 åren.
Iglesia De Santa Maria En Maquixco el Alto är ortens kyrka, konstruerad och bevarad sedan år 1698.